# Warwerort
Warwerort est une commune de l'arrondissement de Dithmarse, dans le Land du Schleswig-Holstein.

## Géographie
La commune se situe le long de la mer du Nord, dans la baie de Meldorf (de).

## Histoire
La première mention écrite date de 1521 sous le nom de werüerorth. Le village était au nord de ce qui était l'île de Büsum, toute la partie sud a été perdue par l'érosion. En 1585, on décide d'apporter des remblais pour agrandir la partie continentale, de sorte qu'au XVIIIe siècle le village est relié au continent. Après sa destruction durant l'inondation de Noël en 1717, les gens de Büsum reconstruisent le port de Warwerort en 1739.
Le petit port se développe durant le XIXe siècle avant la construction des routes et du chemin de fer dans la Dithmarse. Mais il est ensuite démonté pour assurer le développement des polders.